# 용두역
용두(동대문구청)역(Yongdu(Dongdaemun-gu Office)Station, 龍頭(東大門區廳)驛)은 서울특별시 동대문구 용두동에 있는 서울 지하철 2호선 성수지선의 전철역이다. 이 역부터 신설동역까지 지하 구간이다.

## 역사
- 2005년 10월 20일 : 성수지선 용두역 개통과 함께 영업 개시

## 개요
2005년 10월 20일에 중간역으로 신설되었다. 동대문구청(東大門區廳)은 서울특별시 고시로 지정된 병기 역명으로, 인근에 동대문구청이 있다. 현재 동대문구청 자리에는 이전에 동마장터미널이 있었기 때문에 동대문구청4거리는 동마장터미널이 폐쇄된 때인 이 역 착공 당시에도 동마장4거리로 불렸으며, 이에 따라 이 역은 동마장사거리역(東馬場四거리驛)으로 불리기도 하였다. 이 역에서 약 300m 거리에 수도권 전철 경의·중앙선, 수도권 전철 수인·분당선이 통과하고 있으나 환승이 되지는 않는다. 또한 동묘앞역에서 군자차량사업소로 입·출고하는 서울교통공사 1000호대 저항제어 전동차, 서울교통공사 1000호대 VVVF 전동차는 무정차 통과한다. 정릉천, 성북천 하저터널로 신설동역과 연결된다.

## 역 구조

### 승강장
2면 2선의 곡선 상대식 승강장을 갖춘 지하역이며, 완전밀폐형 스크린도어가 설치되어 있다. 출입구는 5개다. 지하 1층에 있는 개찰구와 승강장은 서로 분리되어 있으나, 지하 2층에 있는 연결통로를 통하여 반대편 승강장으로 이동할 수 있다.
| 신설동 ↑ |
| \| 하    |
| ↓ 신답   |

| 하행 | ● 성수지선 | 신설동 방면             |
| 상행 | ● 성수지선 | 신답 · 용답 · 성수 방면 |

## 역 주변
- 동대문구청
- 정릉천근린공원
- 삼성래미안아파트
- 용두동롯데캐슬
- 용두동행정복지센터
- 경동시장방면
- 홈플러스 동대문점
- 신답초등학교
- 국민건강보험공단 동대문지사
- 용두근린공원
- 대한적십자사 서울지사
- 서울특별시 시설관리공단
- 청계천문화관
- 용두동두산위브아파트
- 동아제약 본사

## 이용객 변동
2005년 자료는 개통일인 2005년 10월 20일부터 12월 31일까지인 73일 기준으로 환산한 것이다.
| 노선  | 노선    | 일평균 인원수 (명/일) | 일평균 인원수 (명/일) | 일평균 인원수 (명/일) | 일평균 인원수 (명/일) | 일평균 인원수 (명/일) | 일평균 인원수 (명/일) | 일평균 인원수 (명/일) | 일평균 인원수 (명/일) | 일평균 인원수 (명/일) | 일평균 인원수 (명/일) | 각주  |
| 노선  | 노선    | 2000년                | 2001년                | 2002년                | 2003년                | 2004년                | 2005년                | 2006년                | 2007년                | 2008년                | 2009년                | 각주  |
| ----- | ------- | --------------------- | --------------------- | --------------------- | --------------------- | --------------------- | --------------------- | --------------------- | --------------------- | --------------------- | --------------------- | ----- |
| 2호선 | 승차    | 미개통                | 미개통                | 미개통                | 미개통                | 미개통                | 1,665                 | 1,874                 | 1,949                 | 1,962                 | 2,048                 | [ 3 ] |
| 2호선 | 하차    | 미개통                | 미개통                | 미개통                | 미개통                | 미개통                | 1,628                 | 2,020                 | 2,221                 | 2,329                 | 2,337                 | [ 3 ] |
| 2호선 | 승·하차 | 미개통                | 미개통                | 미개통                | 미개통                | 미개통                | 1,804                 | 3,894                 | 4,170                 | 4,291                 | 4,386                 | [ 3 ] |
| 노선  | 노선    | 2010년                | 2011년                | 2012년                | 2013년                | 2014년                | 2015년                | 2016년                | 2017년                | 2018년                |                       | [ 3 ] |
| 2호선 | 승차    | 2,151                 | 2,208                 | 2,221                 | 2,227                 | 2,261                 | 2,227                 | 2,300                 | 2,329                 | 2,422                 |                       | [ 3 ] |
| 2호선 | 하차    | 2,418                 | 2,448                 | 2,440                 | 2,409                 | 2,434                 | 2,373                 | 2,424                 | 2,419                 | 2,483                 |                       | [ 3 ] |
| 2호선 | 승·하차 | 4,569                 | 4,656                 | 4,661                 | 4,636                 | 4,695                 | 4,600                 | 4,724                 | 4,748                 | 4,905                 |                       | [ 3 ] |

## 인접한 역
| 서울 지하철 2호선 성수지선 | 서울 지하철 2호선 성수지선   | 서울 지하철 2호선 성수지선 |
| -------------------------- | ---------------------------- | -------------------------- |
| 211-2 신답 성수 방면       | ● 서울 지하철 2호선 성수지선 | 211-4 신설동 방면          |